# Велілья-де-Сан-Антоніо
Велілья-де-Сан-Антоніо (ісп. Velilla de San Antonio) — муніципалітет в Іспанії, у складі автономної спільноти Мадрид. Населення — 11 668 осіб (2010).
Муніципалітет розташований на відстані близько 19 км на схід від Мадрида.

## Демографія
Динаміка населення (INE ):

## Галерея зображень

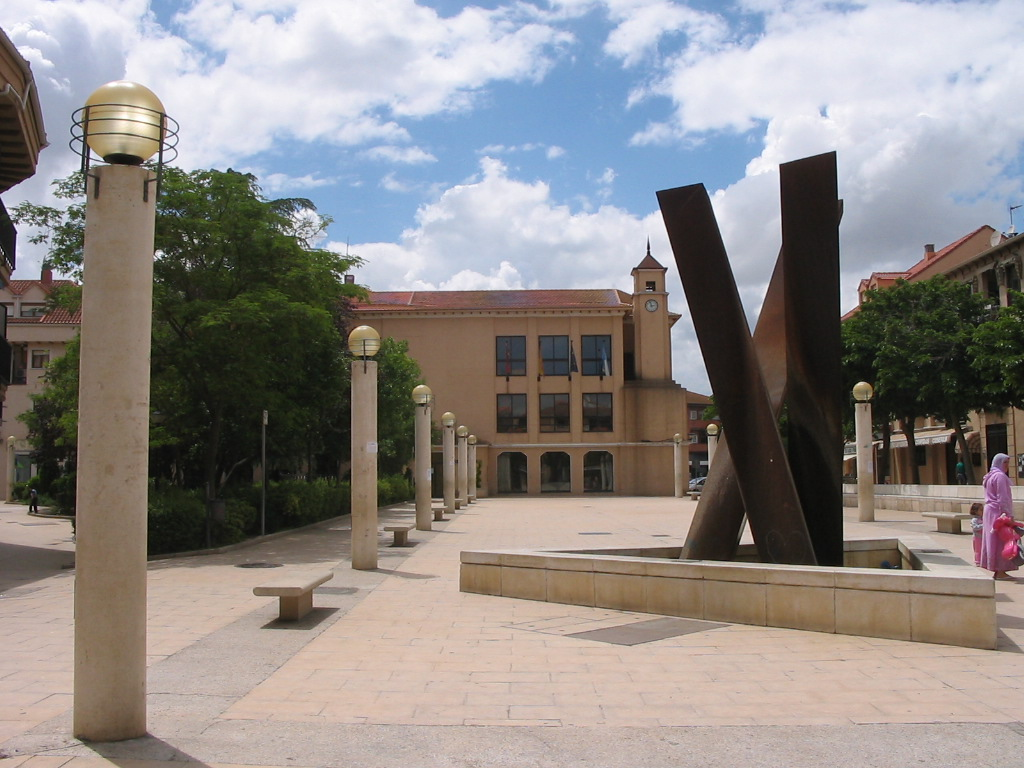
Пласа-де-ла-Констітусьйон